# Huguccio de Pise
Hugues de Pise, est une figure majeure du droit canonique au tournant des XIIe et XIIIe siècles, a marqué l’histoire par son œuvre intellectuelle, sa réflexion sur le pouvoir pontifical et son rôle dans la structuration juridique de l’Église médiévale. Huguccio (Hugu de Pise, italien: Uguccione da Pisa) est un juriste, grammairien et lexicographe né à Pise vers 1140 et mort en 1210. Ce dernier ne laisse pas plus de traces sur sa jeunesse dans ses écrits ce qui rend incertain sa date de naissance. Les Historiens estiment qu’il est né le 30 avril 1125 ou 1130.

## Jeunesse et éducation
Né à Pise, Hugues de Pise, déménage a Bologne très tôt durant sa jeunesse. Il commence ses études dans les arts libéraux puis étudie par la suite le droit à Bologne, où il est l'élève de Gandolfo, théologien, canoniste et auteur de gloses sur le Décret de Gratien. Il commence la rédaction de ses premiers ouvrages, entre autres la Grammatical Thesis. À partir de 1178, Hugues enseigne le droit canonique au monastère des saints Naboré et Félix, un lieu où Gratien, le célèbre jurisconsulte, avait précédemment dispensé ses cours.

## Fonctions au sein de la communauté
Hugues de Pise est surtout connu pour ses œuvres, bien que sa vie ait été également marquée par de nombreuses fonctions au sein de sa communauté, où il a joué un rôle important dans la théologie, le droit canonique et l'administration ecclésiastique. 
Aux alentours de 1180, il est reconnu comme professeur de droit canonique à Bologne. Son enseignement du droit canonique se reflète dans ses commentaires et gloses, notamment dans l'appareil juridique connu sous le nom d'Ordinaturus Magister, rédigé entre 1180 et 1190. Les historiens estiment qu'il enseigna probablement dans les écoles rattachées au monastère des saints Naboré et Félix. 
Durant ses années comme enseignant il écrit de nombreuses œuvres, dont la Summa decretorum, rédigée entre 1188 et 1190. Cette œuvre monumentale est considérée comme le commentaire le plus complet et le plus approfondi du Décret de Gratien, marquant une étape essentielle dans le développement de la science du droit canonique. 
En 1190, il met de côté l'enseignement pour devenir évêque de Ferrare, poste qu'il occupe ensuite pendant près de 20 ans.
Par ailleurs, il reste en contact avec son ancien élève le pape Innocent III, avec lequel il échange abondamment sur diverses questions ecclésiastiques et politiques. 

### Missions importantes
En tant qu'évêque, Hugues de Pise se voit confier des missions importantes par les papes Célestin III et Innocent III, ce dernier étant l’un de ses anciens élèves. Ces missions soulignent ses compétences en tant que canoniste et homme de droit, mais aussi son rôle influent dans la diplomatie médiévale, notamment dans la gestion des relations entre les cités italiennes sous l'égide de la papauté.

Une de ces missions l'amène à résoudre une crise au sein de l’abbaye de Nonantola, où l'abbé en place, Boniface, accusé de mener une vie dissolue et de s'éloigner de la vie religieuse, est démis de ses fonctions en 1201. Hugues est alors chargé de rétablir l'ordre dans ce monastère, une mission qu'il accomplît avec diligence. 
Guglielmo Curiano, archevêque de Ravenne, le charge plus tard de régler les différends entre les habitants de Ravenne et ceux de la ville voisine de Rimini. Pour résoudre le tout, Hugues organise des congrès pour établir une trêve dans les luttes entre les différentes cités.

## Œuvres
Hugues de Pise est un intellectuel médiéval reconnu principalement pour ses contributions dans les domaines de la lexicographie, de l’exégèse, de la grammaire et du droit canonique. En tant qu'érudit, il composa plusieurs œuvres majeures, dont De dubio accentu, Rosarium, Hagiographia, Expositio de Symbolo Apostolorum, ainsi que son ouvrage principal dans le domaine lexicographique, Derivationes. Toutefois, son œuvre la plus influente reste la Summa Decretorum, un commentaire détaillé et approfondi du Décret de Gratien, qui a marqué l’histoire du droit canonique médiéval.

### LaSumma decretorum
La Summa Decretorum d'Uguccione de Pise a exercé une influence majeure sur l'évolution du droit canonique à la fin du XIIe siècle. Rédigée entre 1178 et 1188, cette œuvre monumentale est un commentaire approfondi du Décret de Gratien et se distingue par l’étendue de son érudition juridique, théologique et littéraire. Elle a joué un rôle déterminant dans la formation des décrétales pontificales, notamment celles promulguées par le pape Innocent III (1198–1216). La Summa a aussi servi de base à la Glossa ordinaria de Jean le Teutonique (1215), un commentaire canonique de référence, et a été largement utilisée par Guido de Baysio dans son Rosarium (vers 1300), un recueil de gloses canoniques.
Bien que sa diffusion ait été importante au Moyen Âge, attestée par la conservation de 43 manuscrits jusqu'à la fin du XVe siècle, l’œuvre n’a jamais été imprimée, probablement en raison de son volume considérable. Cette absence d’édition imprimée a conduit à son relatif oubli dans les siècles suivants, bien qu'elle demeure une source essentielle pour l’étude du droit canonique classique.

#### L’Expositio de Symbolo Apostolorum
Ce dernier est un court traité rédigé par Hugues de Pise dans lequel il commente les douze articles du Credo, une profession de foi chrétienne fondamentale .Cet ouvrage, qui peut être vu comme une forme de catéchisme, présente de manière claire et concise les croyances essentielles du christianisme. Il est généralement considéré comme ayant été rédigé dans le cadre de son activité pastorale en tant qu’évêque de Ferrare, probablement au cours des vingt dernières années de sa vie épiscopale.
Par sa structure et son langage accessible, l’Expositio témoigne de la volonté de Pise de rendre les principes doctrinaux de la foi chrétienne compréhensibles et accessibles à un large public. Ce texte reflète son souci de promouvoir une compréhension plus large et plus profonde des fondements de la foi parmi ses fidèles.

##### Œuvres juridiques
Entre 1178 et 1188, de Pise rédige la Summa Decretorum, qui est considérée comme l’un des commentaires les plus complets du Décret de Gratien. Il y apporte des compléments et des annotations jusqu’en 1201, enrichissant ainsi cette œuvre monumentale d’une réflexion juridique et théologique approfondie. La Summa Decretorum marque une étape clé dans l’évolution de la science du droit canonique médiéval, en combinant une analyse rigoureuse des textes canoniques avec une érudition théologique et philosophique de premier plan.

###### Œuvres lexicographiques et grammaticales
Hugues de Pise, ne c'est pas arrêter a seulement enseigner, être prête ainsi qu'a écrire de nombreuses œuvres. Il c'est lancer aussi dans le domaine de la lexicographie. Hugues est également l’auteur de plusieurs travaux notables, dont De dubio accentu, un court traité grammatical qui traite de la prononciation correcte des mots composés, en particulier de ceux dont l’avant-dernière syllabe est suivie d’un groupe muet + liquide. Ce texte montre l’intérêt d’Uguccione pour la linguistique et la phonétique, témoignant de la précision de son approche grammaticale.
Le Rosarium, autre œuvre notable d’Uguccione, est un traité de synthèse de l’ars grammatica. Il est fondé sur la division canonique des huit parties du discours, ce qui témoigne de l’influence de la grammaire classique dans sa pensée. Le Rosarium est mentionné à deux reprises dans la Summa Decretorum, soulignant son importance dans le contexte de son travail juridique.
L’Hagiographia, bien que moins connue, présente une structure semblable à celle des Derivationes. Cet ouvrage propose une liste organisée des noms des jours de la semaine, des mois et des saints, selon une logique étymologique et dérivative typique de son approche lexicographique.
L’ensemble de ces œuvres met en lumière l’importance du personnage de Hugues au sein de la société, ainsi que l’étendue de son érudition dans de nombreux domaines.

###### Œuvres canoniques
Dans sa Summa Decretorum, Uguccione conjugue une rigueur juridique avec une vaste érudition théologique, philosophique et littéraire. Son commentaire des distinctions du Décret de Gratien inclut des citations d’auteurs classiques tels que Térence, Cicéron, Sénèque, et Virgile, démontrant ainsi la richesse de sa formation intellectuelle. L’œuvre se distingue par la précision de ses analyses canoniques et la capacité remarquable d’Uguccione à relier les passages du décret à d’autres sources normatives, notamment les décrétales d’Alexandre III et les canons du troisième concile du Latran (1179).
Son travail engage également un dialogue constant avec les canonistes contemporains et antérieurs, comme Burchard de Worms, Paucapalea, Rufin, Jean de Faenza, Étienne de Tournai, Gandulf, Simon de Bisignano et Sicardus de Crémone, illustrant son rôle central dans l’évolution du droit canonique de son époque.

## Œuvre lexicographique majeure:Derivationes
Parmi les nombreuses œuvres d’Hugues de Pise, les Derivationes constituent sans doute sa contribution la plus marquante dans le domaine de la lexicographie et de la grammaire. Longtemps désignées à tort sous le nom de Magnae Derivationes, ces œuvres sont conservées dans près de 200 manuscrits, témoignage de leur large diffusion et de leur importance dans la culture médiévale. Toutefois, le texte complet des Derivationes n’a été publié en editio princeps qu’en 2004.
Les Derivationes se présentent comme un vocabulaire structuré selon le principe de la dérivation lexicale. Inspiré en partie par le Liber derivationum (ou Panormia) d’Osbern de Gloucester – bien que ce dernier ne soit jamais mentionné dans le texte –, l’ouvrage classe les mots-clés dits «simples» dans un ordre quasi alphabétique. Pour chaque lemme, Uguccione répertorie les mots dérivés (noms, adjectifs, verbes) ainsi que les formes composées associées.
L’œuvre d’Hugues combine deux approches majeures dans son organisation lexicographique. D'une part, une méthode glossématique qui propose une brève définition du mot en plusieurs langues (notamment l’hébreu, le grec, le lombard, etc.), et d'autre part, une méthode dérivative plus détaillée. Dans cette seconde approche, chaque terme est suivi d’une analyse étymologique minutieuse, parfois très technique, qui explore les racines et les transformations des mots.
Les Derivationes jouent ainsi un rôle central dans l’histoire de la lexicographie médiévale. Elles ont influencé non seulement les lexicographes et grammairiens de leur époque, mais ont aussi constitué un modèle pour les futurs travaux lexicographiques et linguistiques. De par leur érudition et leur portée, les Derivationes sont devenues une référence incontournable dans le domaine des études linguistiques et grammaticales au Moyen Âge.
Les Derivationes de Pise représente l'encyclopédie lexicographique la plus importante et la plus largement diffusée du Moyen Âge. Composée au milieu du XIIe siècle, cette œuvre monumentale prend la forme d’un lexique latin organisé par lemmes principaux, dits mots «simples», à partir desquels sont dérivés des noms, verbes, adjectifs et termes composés. Le titre même, Derivationes, reflète cette méthode d’organisation fondée sur les chaînes de dérivation étymologique.
Rédigé dans un ordre alphabétique imparfait, basé sur une ou deux lettres initiales, le dictionnaire présente néanmoins une vaste ambition encyclopédique. Il conjugue deux approches principales: une dimension glossématique, qui inclut des termes d’origine hébraïque, grecque ou lombarde, accompagnés d’une brève définition, et une approche plus développée fondée sur les relations de dérivation, souvent enrichie de discussions philologiques détaillées.
L’œuvre comprend environ 2500 citations d’auteurs classiques et chrétiens, tels que Plaute, Horace, Virgile, Térence, Ovide, Lucain, Augustin, Jérôme, Priscien, ou encore les Disticha Catonis. Cette érudition considérable illustre non seulement l’immensité de la culture d’Uguccione, mais également sa volonté de transmettre le savoir de l’Antiquité à ses contemporains et aux générations futures.
Avec près de 190 manuscrits conservés, les Derivationes ont été au cœur de la culture médiévale, utilisées tant par les auteurs écrivant en latin que par ceux s’exprimant dans les langues vernaculaires. Elles ont exercé une influence notable sur les lettrés du Moyen Âge et seraient, selon plusieurs chercheurs, un intertexte essentiel pour la compréhension de l’œuvre de Dante. Malgré leur complexité d’utilisation, les Derivationes furent considérées comme le dictionnaire par excellence jusqu’au XVe siècle.

### Pensée canonique
Sur le plan doctrinal, Uguccione de Pise défend la libertas Ecclesiae et adopte une vision dualiste des pouvoirs spirituel et temporel. Selon lui, ces deux autorités sont autonomes, toutes deux instituées par Dieu. Toutefois, il reconnaît que dans certaines circonstances, les juges ecclésiastiques peuvent suspendre les obligations féodales d’un vassal envers un seigneur frappé d’excommunication, illustrant ainsi la tension entre le pouvoir spirituel et les exigences temporelles.
L’un des aspects les plus étudiés de la pensée d’Uguccione da Pisa concerne sa théorie du gouvernement de l’Église. Il y réaffirme la suprématie du pape, dont les décisions prévalent même sur celles d’un concile œcuménique. Selon lui, le pontife romain détient une juridiction universelle sur l’ensemble de l’Église et possède un pouvoir exclusif en matière de nomination, de mutation et de destitution des évêques. Toutefois, Hugues insiste également sur les limites de ce pouvoir : l’autorité pontificale ne saurait s’exercer en contradiction avec les commandements divins ou la loi naturelle.
De Pise aborde la délicate question de la déposition d’un pape hérétique. Son raisonnement repose sur le bien commun de l’Église, qu’il érige en critère central. Il admet théoriquement la possibilité d’une déposition, mais en restreint considérablement les conditions: celle-ci ne serait envisageable que si l’hérésie est manifeste, persistante, et si le pape, après avoir été averti, refuse explicitement de revenir sur son erreur. L’examen des actes devient ainsi un élément fondamental de l’argumentation juridique.
Toutefois, ce dernier évite d’entrer dans un débat proprement conciliaire en éludant la question de savoir qui serait en droit de juger le pape. Sa pensée se distingue par l’élaboration de nouvelles distinctions conceptuelles sur le pouvoir dans l’Église.

#### Pensée juridique et ecclésiologique
Hugues de Pise élabore une pensée juridique originale, nourrie à la fois par le droit canonique, le droit civil, la théologie et la culture littéraire antique. Dans son commentaire des Distinctiones du Decretum de Gratien, il engage un dialogue constant avec les décrétistes de son temps, tout en intégrant des références à l’Écriture Sainte, mais aussi à des auteurs classiques tels que Térence, Cicéron, Sénèque et Virgile. Cette interdisciplinarité confère à son œuvre une profondeur intellectuelle qui dépasse le cadre strictement juridique, et témoigne de son large éventail de connaissances.
Défenseur résolu de la libertas Ecclesiae, Uguccione développe une véritable théorie du gouvernement de l’Église, dans laquelle il affirme l’autorité suprême du pontife romain, non seulement sur le plan spirituel, mais aussi dans le domaine de la juridiction civile. Selon lui, le pape détient un pouvoir supérieur à celui des conciles et dispose de la faculté de nommer, déplacer ou déposer les évêques.